# Fanny i Aleksander
Fanny i Aleksander – szwedzko-francusko-niemiecki dramat z elementami fantastycznymi z 1982 roku w reżyserii Ingmara Bergmana. Szwedzki kandydat do Oskara i zdobywca nagrody za najlepszy film nieanglojęzyczny. Ostatni, przeznaczony dla kin, film Bergmana zawiera wiele wątków autobiograficznych reżysera.
Rozpowszechniany w dwóch wersjach: kinowej, która trwa 188 minut oraz telewizyjnej, trwającej 312 minut. Dłuższa zwana jest także wersją reżyserską.

## Opis fabuły
Rok 1907. Rodzina Ekdahlów świętuje Boże Narodzenie. Na jej czele stoi Helena – matka Oscara, Carla i Gustawa Adolfa. Oscar umiera, pozostawiając żonę Emilię i dzieci – Fanny i Aleksandra. Emilia ponownie wychodzi za mąż – wybrankiem jest biskup protestancki Vergerus. Jest on człowiekiem oschłym i surowym. Terroryzuje rodzeństwo, któremu brakuje miłości. Z pomocą przychodzi im przyjaciel Heleny, Isaak Jacobi.

## Główne role
- Gunn Wĺllgren - Helena Ekdahl
- Allan Edwall - Oscar Ekdahl
- Börje Ahlstedt - Prof. Carl Ekdahl
- Ewa Fröling - Emilie Ekdahl
- Christina Schollin - Lydia Ekdahl
- Bertil Guve - Alexander Ekdahl
- Pernilla Allwin - Fanny Ekdahl
- Jarl Kulle - Gustav Adolf Ekdahl
- Mona Malm - Alma
- Gunnar Björnstrand - Filip Landahl
- Erland Josephson - Isaak Jacobi
- Jan Malmsjö - Biskup Edvard Vergerus

i inni

## Nagrody i nominacje
Oscary za rok 1983
- Najlepsza scenografia i dekoracje wnętrz – Anna Asp, Susanne Lingheim
- Najlepsze zdjęcia – Sven Nykvist
- Najlepsze kostiumy – Marik Vos-Lundh
- Najlepszy film nieanglojęzyczny – reż. Ingmar Bergman
- Najlepsza reżyseria – Ingmar Bergman (nominacja)
- Najlepszy scenariusz oryginalny – Ingmar Bergman (nominacja)

Złote Globy 1983
- Najlepszy film zagraniczny – reż. Ingmar Bergman
- Najlepsza reżyseria – Ingmar Bergman (nominacja)